# Philippe Sers
Pour les articles homonymes, voir Sers.
Philippe Sers, né le 1er septembre 1940 à Tulle (Corrèze), est un philosophe de l'art et homme de lettres français. Philippe Sers est né à Tulle, en Corrèze le 1er septembre 1940. Il est philosophe, essayiste et critique d’art, docteur d’État, Grand Prix national pour son activité d’éditeur. Professeur au Collège des Bernardins, il a enseigné à l'École nationale supérieure des beaux-arts, à l’unité pédagogique 7 (Grand Palais), à l'École d'architecture de Paris-La Villette et a été responsable de séminaires au Collège international de philosophie.
Il s’est spécialisé dans la philosophie de l’art et ses recherches ont porté sur la création artistique moderne et contemporaine et certaines de ses sources (tradition chinoise et byzantino-slave).

## Biographie
Issu d’une famille d’universitaires, Philippe Sers a fait ses études à l’école Gerson et au lycée Janson de Sailly à Paris. Élève de Vladimir Jankélévitch, de Ferdinand Alquié et de Jacques Derrida à la Sorbonne, il décide de consacrer ses recherches à la philosophie de l’art. Il travaille alors sur les œuvres et les écrits des artistes de notre époque. Dès le milieu des années 60, il fréquente les ateliers des grands fondateurs de l’art moderne et dialogue avec les survivants ou les témoins et avec de nombreux créateurs de la génération contemporaine.
Dès 1966, il commence à travailler dans l’atelier de Kandinsky pour rassembler et étudier ses textes théoriques et autobiographiques. Ces recherches débouchent sur la publication de textes fondamentaux de l’artiste : Cours au Bauhaus, Du Spirituel dans l’art et Point et ligne sur plan (Gallimard, Folio essais), de deux volumes d’écrits (Denoël et Feltrinelli), sur de nombreux articles ou communications scientifiques. Sa thèse de doctorat sera publiée sous le titre : Kandinsky, Philosophie de l’art abstrait.
Ses travaux l’ont par ailleurs conduit à fonder et à animer une maison d’édition internationale à la fin des années 70, activité qu’il abandonne dans les années 90 pour se concentrer sur l’écriture et l’enseignement.
Il a publié de nombreux ouvrages, établissant en particulier la notion d’ « avant-garde radicale » et réfléchissant sur les apports du dadaïsme, de Kandinsky, Man Ray, Rodtchenko ou Duchamp, sur les questions de l’image et de la re-présentation dans la tradition chinoise ou l’icône ou encore sur la rencontre entre l’avant-garde radicale et les totalitarismes. Ses derniers travaux portent sur le paradigme de la culture et sur la problématique de la composition artistique.
Philippe Sers a reçu un grand prix national pour ses activités d’éditeur. Il a fait une carrière de professeur à l’École nationale supérieure des beaux-arts (Paris-La-Villette) et a été responsable de séminaires au Collège international de philosophie. Il est actuellement professeur au Collège des Bernardins à Paris et donne de nombreuses conférences en France  et à l’étranger.

## Principaux apports théoriques

### Kandinsky, Philosophie de l’art abstrait: peinture, poésie, scénographie, 1995-2003, troisième édition (augmentée), Paris, Hazan 2016.
Kandinsky est parmi les théoriciens les plus marquants de la pensée contemporaine en art. Une intention philosophique et une pensée méthodique accompagnent sa pratique créative. Celle-ci s’exerce en peinture, en poésie et en scénographie. Sa formulation théorique est centrée sur l’expérience de la nécessité intérieure et la résonance des éléments. Dans la période fondatrice de l’artiste, son œuvre évolue simultanément du figuratif à l’abstrait et du profane au sacré, mais les images sont voilées et demandent une “entrée dans le tableau”. Kandinsky artiste rumine les éléments du monde et le passage à l’abstraction est une mise en évidence de la “structure intérieure de la réalité”.
Son œuvre se répartit en impressions : impressions du monde extérieur ; improvisations : impressions du monde intérieur (rêve, inconscient) et compositions : mise en équilibre des deux éléments dans un basculement transfiguratif qui se définit comme une mise en ordre des éléments en fonction du sens. Les fonctions supérieures de l’image sont cernées par ses théories des formes, des couleurs et de la composition. La pensée de Kandinsky est la grande source du dadaïsme de Hugo Ball et son influence a été déterminante sur le mouvement De Stijl, le Bauhaus et le constructivisme russe.

### SurDada, essai sur l’expérience dadaïste de l’image et entretiens avec Hans Richter, 1997
Dada fut “l’instituteur de la modernité”. L’inventivité de Dada dans le domaine de l’art est liée à l’exceptionnelle profondeur de sa méthode. L’expérience dadaïste de l’image dévoile un domaine inaccessible au discours. Le vrai pouvoir de l’image réside dans une approche des réalités vitales par une expérience intérieure et intersubjective. Dada se distingue en cela du surréalisme pour qui l’image a un rôle secondaire, voire dévalué. Les entretiens avec Hans Richter, théoricien du dadaïsme, montrent le fonctionnement de la méthode dada, fondée sur l’utilisation du hasard et l’appel au subconscient. Ils montrent aussi la recherche d’une langue universelle, pré-babélienne, en poésie, en musique et en peinture.

### Totalitarisme et avant-gardes, falsification et vérité en art, 2001-2003
De quoi le peuple juif est-il le martyr, le témoin ? Qu’est-ce qui fonde la parenté entre le judaïsme et l’avant-garde radicale du début du siècle dernier autour de ce témoignage, pour que le totalitarisme (hitlérien ou stalinien) les unisse dans sa haine ? La tradition juive et l’avant-garde se définissent comme culture de résistance et d’utopie. Ainsi, la tradition juive, l’avant-garde et le totalitarisme s’éclairent réciproquement. L’objectif de l’artiste est de parvenir à une construction de la personnalité libre. La personne est le “point archimédien” de la transformation du monde et, dans sa relation à l’absolu, elle est le lieu de l’évaluation. C’est de cette priorité qu’il s’agit, bien plus qu’une préoccupation de rénovation des formes. Le totalitarisme n’est pas seulement un phénomène historique, c’est une tentation de la conscience contemporaine, de son art, de sa communication collective et de son système architectural. La falsification totalitaire se lit aussi bien dans l’invention d’une fausse transcendance que dans l’indifférence évaluative qui, de nos jours, délègue à l’abstraction monétaire ou au consensus de la société établie le soin de déterminer les valeurs de l’art et de la société.

### Icônes et saintes images, la représentation de la transcendance, 2002
La représentation de la transcendance est une épreuve de vérité de l’art. La question de l’image peut être revisitée à partir de l’interdiction juive qui creuse un abîme entre l’homme et Dieu et en même temps affirme leur mystérieuse proximité. La permission chrétienne de l’image (Nicée II) libère des capacités inattendues de la représentation, conduisant à une image destinée à affranchir l’homme de la finitude de son enfermement temporel ou spatial. La peinture rejoint alors la musique dans les fonctions supérieures de l’art, ouvrant à une liberté absolue de la personne. La redécouverte de l’icône au début du siècle dernier, comme celle de l’image sacrée primitive africaine ou amérindienne, a constitué l’une des sources de la modernité artistique. Les peintres modernes, cubistes, abstraits ou dadaïstes entre autres, ont été habités par l’idée d’une image leur permettant de transgresser les limites de l’apparence. L’art abstrait, le film, sont riches de cette possibilité ouverte par l’icône, de représenter le sens du monde, de dresser la carte de l’inconnu dans un geste d’inspiration prophétique.

### Résonance intérieure, dialogue avec Yolaine Escande sur l’expérience artistique et sur l’expérience spirituelle en Chine et en Occident, 2003
Cet ouvrage s’interroge sur la proximité des expériences contemporaines de l’artiste occidental avec celles de l’artiste chinois traditionnel. Non pas à partir de ressemblances de style ou d’analogies formelles, ou encore d’éventuels métissages culturels, mais par l’observation de la manière commune qu’ils ont d’approcher la création artistique et par l’analyse des rapports qu’entretiennent le regardeur, le lecteur ou l’auditeur avec l’œuvre. Une parenté se manifeste lors de la comparaison des textes chinois et des récits occidentaux. De cette confrontation se dégage un paradigme de l’expérience artistique proche de l’expérience spirituelle. Les notions communes concernent l’exigence morale de l’artiste, la recherche du contenu et les principes méthodiques.
La rectitude morale coïncide avec la recherche du sens. Elle en est à la fois la condition et la conséquence, comme si toute succession causale se trouvait dépassée lorsque l’artiste se met en quête de vérité et d’inspiration. Dès lors, l’artiste se transmue en témoin de ce qu’il a vécu. Le maître chinois, comme l’artiste de cette avant-garde qui reste encore assez largement incomprise, se présente comme celui qui peut témoigner de ce souffle, de cet esprit originel et du sens des choses.

### L’avant-garde radicale, le renouvellement des valeurs dans l’art du vingtième siècle, 2004
Le concept d’ « avant-garde radicale » rassemble les artistes majeurs du siècle dernier qui ont été conduits à redéfinir la création artistique en revenant à ses racines : la recherche d’un beau qui soit indice d’une vérité accessible à la personne. L’accent est mis sur le contenu universel de l’art – drame de la condition humaine et défense des valeurs de vérité – plus que sur la manière personnelle de l’artiste ou le style. Cela explique les quatre décisions radicales qui instaurent la radicalité avant-gardiste dans le domaine créatif : en peinture, la lutte de l’abstraction contre la figuration ; dans la création verbale, le primat de la poésie sur la littérature (comme dans la poésie de l’ “outre-entendement”, le zaoum, ou encore la poésie Merz de Schwitters) ; en architecture, la victoire de l’intériorité sur le style, que formule admirablement Theo Van Doesburg ; au théâtre, la substitution des « états transcendants de vie » à la description psychologique, ainsi que le préconise Antonin Artaud. La radicalité avant-gardiste définit des instruments d’évidence (carré noir de Malévitch, point chez Kandinsky, hasard dadaïste) qui ouvrent des procédures de discernement, de dévoilement ou d’invention du futur.

### L’Énigme Marcel Duchamp, l’art à l’épreuve du Cogito, 2014
Duchamp se sert du paradoxe pour ouvrir la connaissance à de nouvelles régions dépassant les frontières de la logique, bousculant ses principes fondateurs et la routine de l’expérience quotidienne. Il est l’un des inventeurs du transfert d’évidence : une réalité vitale insaisissable peut être rendue évidente par son transfert sur un support neutre (le Grand Verre). Pour que ce transfert ait lieu, il est nécessaire que le changement d’ordre soit effectivement fondé dans le paradoxe, paradoxe qui autorise le passage de l’esthétique à l’éthique. Ainsi se trouve reformulée la question de la représentation et il est naturel que sa toute dernière œuvre s’affronte à l’aporie du non-représentable. La vraie leçon de Marcel Duchamp n’est donc pas là où elle est cherchée actuellement. Son apport ne réside pas dans la faculté que s’accorde l’artiste d’opérer la promotion du n’importe quoi au rang d’objet d’art. Son expérience le conduit à changer d’attitude vis-à-vis de l’œuvre d’art à telle enseigne qu’avec lui, elle n’est plus valorisée en elle-même, mais considérée comme un moyen privilégié d’accès à la réalité vitale. L’œuvre d’art est à la fois le processus et le résultat de l’action. Ce qui fait la valeur de la création artistique est le témoignage, cela implique d’abandonner une conception de l’œuvre d’art qui en fait un objet ou un produit sur lequel se focalise une esthétique de la réception jugeant l’œuvre d’art en fonction de sa reconnaissance par la société établie.

### La Révolution des avant-gardes, l’expérience de la vérité en art, 2012
La culture contemporaine peut ouvrir de nouveaux horizons. L’art est devenu un moyen de réflexion sur la société et un système d’invention du futur. Au début du XXe siècle, un changement radical s'opère dans le domaine de l’art. Les formes se transforment d’une manière qui ne s’était jamais produite auparavant. Le comportement des artistes devient différent, des principes sont édictés et des manifestes publiés. Les artistes refusent que l'art devienne instrument de persuasion ou de séduction. Ils déterminent des moyens d’expression nouveaux qui portent en eux-mêmes leur force de vérité. L’œuvre d’art devient ainsi témoignage des découvertes des artistes, support d’une véritable interrogation éthique, mode de réflexion sur le monde et d’invention du futur, formidable lieu de résistance aux idéologies. Les nouvelles générations d’artistes entretiendront avec les fondateurs des avant-gardes une véritable filiation.
Les différents procédés de composition de la modernité, la rumination formelle, les modes de transfert, la recherche d’une grille de lecture, la recherche de moyens inédits (couleurs, formes pures, lumière, rythme, tension des éléments, usage des rebuts et déchets), la question de la synthèse des arts, la fécondité de l'abstraction, la révolution du geste, la recherche de la valeur et du sens, doivent être analysés pour déterminer des éléments de discernement.

## Livres
- Beauté et Vérité : nouvelle théorie de l'art, Paris, Salvator, 2024.
- De Kierkegaard à Kandinsky, la Question de l’inspiration, traduit en italien et en russe, édition Invenit, juin 2023.
- Relire Alexandre Rodtchenko, de l’Avant-Garde à la Vérité d’évidence/Re-reading Alexander Rodchenko: from Avant-garde to Evidentiary Truth, traduit en anglais par le Professeur Jonathan P. Eburne (Pennsylvania State University), Hong-Kong, F11-Douglas So, octobre 2017.
- “Kandinsky: The Artist's Ideas and mystical Experience” (Kandinsky, pensée artistique et expérience mystique), Aesthetica universalis, Theoretical Quaterly, Lomonosov Moscow State University, Faculty of Aesthetics, Department of Aesthetics, vol 1 (5). 2019, pp. 157-190..
- Résonances : Kandinsky et la nécessité intérieure, accompagné d’une réédition en fac-simile de l’album Klänge de 1913, avec en encart la traduction inédite des poèmes par Philippe Soupault, Paris, Hazan, octobre 2015, 2 volumes sous coffret, 28 x 28 cm, 230 p, 228, illustrations, en noir et en couleurs.
- Kandinsky, l'aventure de l'art abstrait, monographie accompagnée de 330 illustrations, Paris, Hazan, octobre 2015, relié, 28 x 31 cm, 336 p, 339 illustrations, dont 257 en couleurs, traduit en anglais (Londres-New York, Thames and Hudson 2016) et en italien (Florence, Giunti, 2017).
- L’Énigme Marcel Duchamp, l’art à l’épreuve du Cogito, Paris, Hazan, 2014, broché, 13,5 x 20 cm, 26 illustrations dont 19 en couleurs.
- Art et dictature au XXe siècle, Éditions Place des Victoires, Paris, 2014, relié, 29 x 29 cm, 256 p, 299 illustrations, en noir et en couleurs.
- La Révolution des avant-gardes, l’expérience de la Vérité en art, Paris, Hazan, 2012,  relié, 21 x 22,5 cm, 224 p, 220 illustrations, en noir et en couleurs..
- Comprendre Kandinsky, Gollion (Suisse), Infolio, 2009, broché, 12,1 x 17,5 cm, 128 p, 20 illustrations.
- Duchamp confisqué, Marcel retrouvé, Paris, Éditions Hazan, 2009, broché, 14 x 21 cm, 106 p, 26 illustrations dont 19 en couleurs.
- Le Paradigme de la culture contemporaine, première approche, Société de Saint Jean, 2009, broché, 15 x 21, 20 p.
- Vérité en art, Paris, Éditions de La Villette, 2008, broché, 11,3 x 21 cm, 76 p, 10 illustrations.
- Alexandre Rodtchenko et le Groupe Octobre : de l’avant-garde à la vérité d’évidence, Paris, Hazan, 2006, relié, 19,7 x 22,5 cm, 352 p, 283 illustrations.
- L’Avant-garde radicale, le renouvellement des valeurs dans l’art du XXe siècle, Paris, Les Belles Lettres, 2004, broché, 15 x 21,5 cm, 103 illustrations.
- Résonance intérieure, Dialogue sur l’expérience artistique et sur l’expérience spirituelle en Chine et en Occident, entretiens avec Yolaine Escande, Paris, Klincksieck, 2003, broché, 15 x 21,5 cm, 228 p, 41 illustrations.
- Icônes et saintes images. La Représentation de la transcendance, Paris, Les Belles Lettres, 2002, broché, 15 x 21,5 cm, 304 p, 109 illustrations dont 32 en couleurs.
- Totalitarisme et avant-gardes. Falsification et vérité en art, Paris, Les Belles Lettres, 2001, deuxième édition 2003, traduit en russe (Moscou, Progress-Traditsia 2004), broché, 15 x 21,5 cm, 368 p, 118 illustrations dont 16 en couleurs.
- Sur Dada, Essai sur l’expérience dadaïste de l’image, suivi de : Entretiens avec Hans Richter, Nîmes-Paris, Éditions Jacqueline Chambon, 1997, broché, 14 x 20,5 cm, 202 p, 59 illustrations.
- L’Énigme de l’icône quadripartite de Saint-Pétersbourg. Étude d’herméneutique iconique, Bruxelles, La lettre volée, septembre 1996, traduit en russe (Saint-Pétersbourg, Bécéda), broché, 12 x 18 cm, 60 p, 10 schémas et 1 illustration en couleurs.
- Kandinsky : Philosophie de l’art abstrait, Genève, Éditions d’art Albert Skira, 1995, deuxième édition, Skira-Seuil, 2003, troisième édition (augmentée), Paris, Hazan 2016, broché, 14,3 x 21 cm, 352 p, 88 illustrations dont 47 en couleurs.
- Les Saintes Icônes, une nouvelle interprétation, Paris, Éditions Sers, 1990 (traduit en italien, Florence Idea Books, 1994 et en japonais, 1995), relié sous emboîtage, 25 x 31 cm, 368 p, 183 illustrations dont 177 en 5 couleurs.
- Man Ray photographe, Paris, Centre Pompidou/Éditions Philippe Sers, 1981, relié, 21 x 30 cm, 256 p, 347 illustrations, jaquette en couleurs.
- De la cité idéale à la ville nouvelle, Marne-la-vallée, Epamarne, 1974.
- L’architecture révolutionnaire : De l’Architecture de la Révolution française à la révolution architecturale, Paris, Elmayan Éditeur, 1973, un volume broché 32 x 25 cm à l’italienne, 72 p, 115 illustrations, accompagné de 5 portfolios rassemblant 80 planches, sous double emboîtage.
- Entretiens avec Nicolas Schöffer, Paris, Belfond, 1971, broché, 15,7 x 22 cm, 191 p.
- Kandinsky et la naissance de l’art abstrait [texte de l’émission radiophonique consacrée à la vie de Kandinsky et à son œuvre], éditions radiophoniques de l’ORTF (Inter Variétés), 1969.

## Contributions à des livres ou à des ouvrages collectifs
- “Georges Hermann, un des derniers géants de l’avant-garde radicale”, préface à : Georges Hermann, L’Énergétisme ou philosophie d’une nouvelle plastique, Monza-Paris, Silvana Editoriale, 2023, pp.11-15.
- “Le Rôle de la synthèse des arts chez Kandinsky”, in : Isabelle Moulin et Philippe Sers (dir.), Kandinsky et l’inspiration, poésie et peinture, Lille, Édition Invenit, 2023, pp. 8-15.
- “L’Itinéraire spirituel de Kandinsky”, in : Isabelle Moulin et Philippe Sers (dir.), Kandinsky, expérience artistique et culture du Spirituel, Mesnil-Saint-Loup, Les Éditions des Quatre Vivants, 2023, pp. 28-51.
- “De l’expérience spirituelle à la création artistique : Kandinsky et le principe de la nécessité intérieure”, in : Isabelle Moulin et Philippe Sers (dir.), Kandinsky, expérience artistique et culture du Spirituel, Mesnil-Saint-Loup, Les Éditions des Quatre Vivants, 2023, pp. 241-255.
- ”De l’Inspiration à la composition : les fondements de la pensée et de l’œuvre de Kandinsky dans le texte « Du Matériel dans l’art », accompagné du texte, établi par Arina Kouznetsova et traduit par Bernadette du Crest, in : Isabelle Moulin et Philippe Sers (dir.), Kandinsky, expérience artistique et culture du Spirituel, Mesnil-Saint-Loup, Les Éditions des Quatre Vivants, 2023, pp. 256-283 et 284-314.
- “L’Atelier de Marcel Duchamp”, Avant-propos à : Jean-Marc Rouvière, Au prisme du Ready-Made, Incises sur l’identité équivoque de l’objet, Paris, L’Harmattan, 2023, pp. 11-14.

- “L’œuvre d’art, Trace de la rencontre de Dieu et Support du Témoignage évangélique”, in : “La Trace”, Actes du colloque du 9 février 2019 organisé par le Laboratoire Beauté et Vérité [dir. Ph Sers-P. David Sandrez], Revue théologique des Bernardins (Faculté Notre-Dame), 30 septembre 2020, pp. 11-12 ; 13-30 ; 123-127.
- “La Beauté du monde et le rôle de l’art dans la vie spirituelle”, in : Nathalie de Kaniv et P. François You [dir.], L’écologie intégrale au cœur des monastères, Paris, Parole et Silence, 2019, pp. 243-258.
- “Eisenstein et la synthèse des arts”, préface à : Pascal Rousse, Le Montage organique, Eisenstein et la synthèse des arts, Genève, Mêtis Presses (collection “voltiges”), 2019, pp. 11-14.
- “Kandinsky: The Artist's Ideas and mystical Experience” (Kandinsky, pensée artistique et expérience mystique), Aesthetica universalis, Theoretical Quaterly, Lomonosov Moscow State University, Faculty of Aesthetics, Department of Aesthetics, vol 1 (5). 2019, pp. 157-190.
- Beauté et Vérité, l’expérience spirituelle de l’icône byzantine-slave”, in : Le beau et la beauté au Moyen Âge, édité par Olivier Boulnois et Isabelle Moulin, publications de l’Institut d’études médiévales de l’Institut catholique de Paris, Paris, Vrin, 2018, pp. 307-319.
- “КАНДИНСКИЙ: идеи художника и мистический опыт” (Kandinsky, expérience mystique et pensée artistique), Aesthetica universalis, Theoretical Quaterly, Lomonosov Moscow State University, Faculty of Aesthetics, Department of Aesthetics, vol 3 (3). 2018, pp. 13-51.
- Préface à : Scarlett et Philippe Reliquet : Marcel Duchamp/Henri-Pierre Roché et les Neuf Moules Mâlics, Dijon, les presses du réel, 2018, pp. 9-17.
- “Kandinsky : pensée artistique et expérience mystique”, in : Kandinsky, Malévitch, Filonov et la philosophie. Les systèmes de l’abstraction dans l’avant-garde russe, Jean-Philippe Jaccard & Ioulia Podoroga (dir.), Éditions Cécile Defaut, 2018, pp. 17-40.
- “L’Art, le pouvoir totalitaire et le Sacré”, in: Arts et spiritualité en dialogue, Catherine Rohner, François-Xavier Amherdt (éditeurs), Actes du Colloque interdisciplinaire, Facultés de théologie des Universités de Neuchâtel et de Fribourg (2014), Fribourg, Academic Press, 2017, pp. 33-54.
- “Quel art, pour une nouvelle évangélisation ?”, in : L’art contemporain et la foi : un dialogue difficile ? Jean Duchesne (ed.), Actes du Colloque de l’Observatoire Foi et Culture de la Conférence des évêques de France (octobre 2013), Paris, Parole et Silence, 2014, pp. 33-50.
- «Duchamp konfisziert, Marcel wiederentdeckt, Elemente einer notwendigen Reinterpretation» (trad. Karsten Lichau). Spuren der Avantgarde. Theatrum alchemicum. Frühe Neuzeit und Moderne im Kulturvergleich (= Theatrum Scientiarum, Bd. 6). Hg. v. Helmar Schramm, Michael Lorber. Jan Lazardzig. Berlin u. New York, 2016, p. 542-565.
- « La performance de Philippe Deléglise : une expérience sophiologique », in : Philippe Deléglise, Figures de Chladni, Lausanne, art&fiction, mars 2014, pp. 26-31
- « Jean Leppien à Paris : Un petit coin de ciel bleu/Jean Leppien in Paris : Ein klein Stück blauer Himmel » in : Jean Leppien Vom Bauhaus zum Mittelmeer, Hamburger Kunsthalle, Hamburg, 2013, pp. 22–25 ; 134-137.
- « L’écriture de l’homélie chez saint François de Sales », in : Actes du XLIVe Congrès des Sociétés Savantes de Savoie, Union des Sociétés Savantes de Savoie, Chambéry, 2013, pp. 35–42.
- « La transcription iconographique de l’Écriture : L’exemple de l’image du Jugement dernier dans l’œuvre de Kandinsky », in : Écritures et réécritures, La reprise interprétative des traditions fondatrices par la littérature biblique et extra-biblique, Cinquième colloque international du Réseau de recherche en Narratologie et Bible (RRENAB), Biblioteca Ephemeridum Theologicarum Lovaniensium, Louvain, Uitgeverij Peeters, 2012, p. 487-504.
- «Das Problem der Komposition in der künstlerischen Moderne». Spuren der Avantgarde. Theatrum anatomicum. Frühe Neuzeit und Moderne im Kulturvergleich (= Theatrum Scientiarum, Bd. 5). Hg. v. Helmar Schramm, Ludger Schwarteu. Jan Lazardzig. Berlin u. New York, 2011, S. 512-522.
- « Tradition juive, tradition chrétienne et modernité artistique », in : La Pesanteur et la grâce, Académie de France à Rome Villa Médicis-Collège des Bernardins, Paris, 2010, traduit en italien et en russe.
- « Hans Richter : ‘Je parle de l’expérience’  », in : Hommage à Hans Richter, Paris, Artcurial, octobre 2009.
- « Arts purs, arts synthétiques, arts appliqués : Observations sur la modernité », in : Étienne Cournault, Paris, Galerie Anne-Sophie Duval, octobre 2009.
- « La Boîte en valise comme « Preuve-Manifeste » : l’apport méthodique de Marcel Duchamp au-delà du mythe », in : TextImage, Bucarest, Institutul Cultural Român, 2008.
- « Eustache Kossakowski à la recherche de la lumière », in : Eustache Kossakowski photographe, Paris musées/Electra, 2004, traduit en polonais.
- Les Avant-gardes entre métaphysique et histoire, entretiens avec Gérard Conio, avec une postface de Philippe Sers « Vers un art métaphysique ? », Lausanne, l’Âge d’Homme, 2002.
- « La Canonicité de l’image chrétienne et les fonctions spirituelles de l’art : Tradition et modernité«, in :  L’Icône, objet d’art ou de culte, Paris, Cerf, 2001.
- « La tradition chinoise dans l’art et dans la calligraphie », in : Traité de calligraphie chinoise à l’usage des amateurs, l’écriture sigillaire, Paris, You-Feng, 2000.
- « Le sens philosophique du dépassement des limites humaines dans l’icône byzantino-slave : perspective non-euclidienne et temporalité prophétique », Il mondo e il sovra-mondo dell’icona, Florence, Leo S. Olschki editore, 1998.
- « Notes sur la Modernité. Réflexions sur les tendances et les mouvements de la création artistique au XXe siècle », in : Dialogue avec l’œuvre, Bruxelles, La lettre volée, 1995.
- « Kandinsky philosophe II, le défi de la théorie des formes : en quoi l’art abstrait est-il fondé à devenir le support de l’image prophétique? », introduction à : Wassily Kandinsky, Point et ligne sur plan, Paris, Gallimard « Folio essais », 1991-2010.
- « Le ‘soleil’ de Wassily Kandinsky : art abstrait et itinéraire spirituel. Commentaires sur le troisième tableau de la théorie des couleurs dans Du Spirituel dans l’art », in : L’art abstrait, l’au-delà de la figuration, Bruxelles, La Lettre volée, 1991 (avec deux hors-texte couleur).
- « Kandinsky philosophe », in : Wassily Kandinsky, Du Spirituel dans l’art et dans la peinture en particulier, Paris, Gallimard « Folio essais », 1988-2010.
- Wassily Kandinsky, Tutti li scritti, a cura di Philippe Sers, Milan, Feltrinelli, tome I, introduction de Philippe Sers : « Kandinsky e la coerenza in pittura »1973 ; tome II, introduction de Philippe Sers : « La pittura moderna ha la sua saggezza e la sua follia… », 1974.
- Wassily Kandinsky, Écrits complets, édités par Philippe Sers, Paris, Denoël-Gonthier, tome II, introduction de Philippe Sers : « Kandinsky et la cohérence en peinture », p. 7-30, 1970 ; tome III, introduction de Philippe Sers : « De la cohérence en peinture à la synthèse des arts », p. 9-40, 1975 ; nouvelle édition en cours.
- Préface  à : Nicolas Schöffer, Le nouvel esprit artistique, Paris, Denoël, 1970.
- Préface  à : Wassily Kandinsky, Du Spirituel dans l’art et dans la peinture en particulier, Paris Denoël-Gonthier, « Bibliothèque Médiations » 62, 1969.
- Préface à : Jean-Marc Rouvière, Au prisme du readymade, incises sur l'identité équivoque de l'objet, Paris, L'Harmattan, 2023

## Articles de revues
- « L’art total et son contenu messianique », Kontext, nº 74, Saint Pétersbourg, 2017.
- « Utopie sociale, utopie prophétique », Le Visiteur, nº 18, novembre 2012, Paris, SFA/in folio éditions, p. 69-76.
- « Une Philosophie de la culture », Rousskyi Mir, nº 5, Saint Pétersbourg, 2011, p. 182-209.
- « The Radical Avant-Garde and the Contemporary Avant-Garde », New literary history, a journal of theory & interpretation, Johns Hopkins University Press, The University of Virginia, 41 (4) Autumn 2010, p. 846-854.
- « Notes sur le Paradigme de l’avant-garde radicale », Rue Descartes, Revue du Collège international de philosophie, nº 69, Paris, PUF, p. 58-65.
- « Le problème de la composition dans l’avant-garde artistique », Moscou, Philosophskyi Journal, nº 1 (4), 2010, p. 23-33.
- « Tadeusz Kantor, Wielopole-Wielopole : la représentation du mal radical », Nunc, nº 16, Paris, 2008.
- « Le problème de la représentation : divertissement, tragédie et mystère, l’exemple des Possédés chezDostoïevski », Bécéda, Saint-Pétersbourg, août-septembre 2006 traduit en russe.
- « Consensus de transgression ou transgression du consensus : observations sur l’avant-garde artistique considérée comme témoignage de vérité », Nunc, nº 10, Paris, juin 2006.
- « Kandinsky et l’absolu », Entretien entre Philippe Sers et François Barré, ancien Président du Centre Georges Pompidou, Art absolument nº 9, Paris 2004, p. 16-25.
- « Avant-garde radicale et avant-garde contemporaine«, Cités, Presses universitaires de France, Paris, 2002 (traduit en anglais in : New Literary History 2010).
- « L’ordre de l’image. Sur Eggeling, Richter et le cinéma dadaïste », La Part de l’œil, nº 9, Bruxelles, Académie royale de Belgique, 1993.
- « Le clocher d’Ivan-Véliky: poésie, théâtre et peinture chez Kandinsky », Le Courrier du Centre International d’Études poétiques, nº 193-194, janvier-juin 1992.
- « De l’artiste à la ville, la révolution expérimentale dans l’art et l’architecture moderne », Neuf  nº34, septembre-octobre 1972.
- « Marcel Duchamp », Connaissance des arts, nº299, 1976.
- « Moholy-Nagy », Connaissance des arts, 1977.
- « Le constructivisme », Connaissance des arts, 1977.
- « Prendre l’objet pour sujet : l’art et l’objet », Connaissance des arts, 1972.
- « Wassily Kandinsky », in : Tendances, nº 66, Paris, août 1970, p. 433-456.
- « De Stijl », Cimaise, XVII, nº99, Paris, novembre-décembre 1970, p. 12-24.
- « La Sagesse de Kandinsky », in : Chroniques de l’Art Vivant, nº 3, juin-juillet 1969, p. 4-5.
- « L’Esprit du Bauhaus : L’enseignement au Bauhaus », in : Cimaise, XVI, nº 91-92, Paris, juin-juillet 1969, p. 42-49.
- « La sculpture cubiste », Connaissance des arts, nº 232, 1973.
- « Balthus le chat », Revue d’esthétique, janvier-mars 1968.